# Liste von Persönlichkeiten der Stadt Sarpsborg
Die Liste von Persönlichkeiten der Stadt Sarpsborg enthält Personen, die im norwegischen Sarpsborg geboren wurden sowie solche, die dort zeitweise gelebt und gewirkt haben, jeweils chronologisch aufgelistet nach dem Geburtsjahr. Die Liste erhebt keinen Anspruch auf Vollständigkeit.

## In Sarpsborg geborene Persönlichkeiten

### Bis 1950

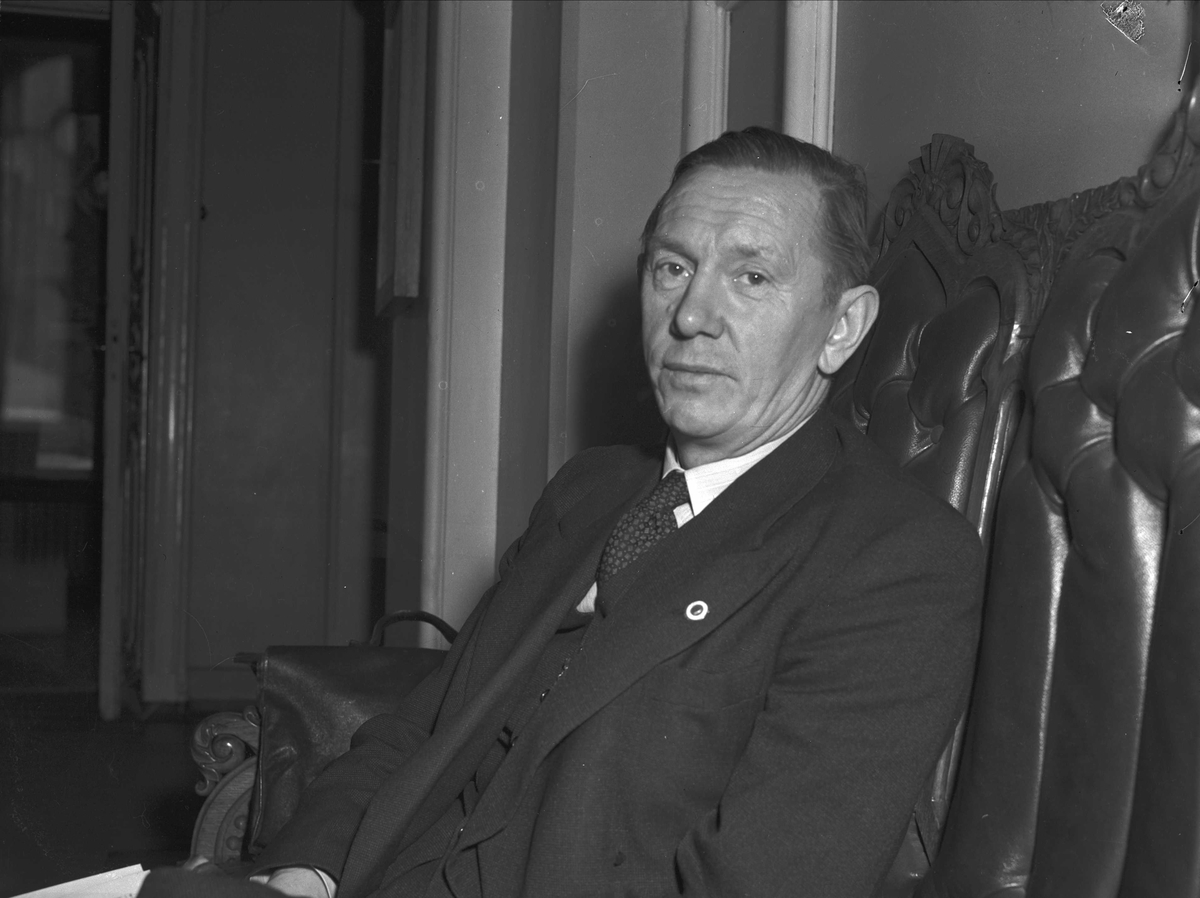
Oscar Fredrik Torp um 1950

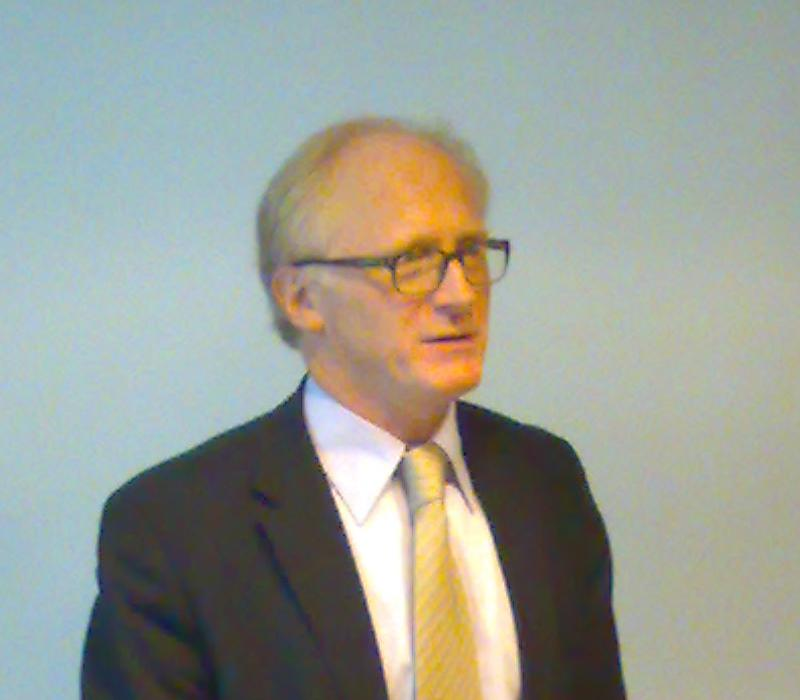
Kai Eide

- Ole Iversen (1884–1953), Turner, Olympiateilnehmer 1908[1]
- Jørgen Andersen (1886–1973), Turner, Olympiateilnehmer 1912 und 1920[2]
- Asbjørn Bodahl (1886–1962), Turner, Olympiateilnehmer 1920[3]
- Wilhelm Hansen (1886–1962), Ruderer, Olympiateilnehmer 1908[4]
- Petter Martinsen (1887–1972), Turner, Olympiateilnehmer 1912[5]
- Oscar Torp (1893–1958), sozialdemokratischer Politiker
- Asbjørn Halvorsen (1898–1955), Fußballspieler und -trainer
- Per Holm (1899–1974), Fußballspieler, Olympiateilnehmer 1920[6]
- Rolf Hansen (1906–1980), Leichtathlet, Olympiateilnehmer 1936[7]
- Reidar Sørlie (1909–1969), Leichtathlet, Olympiateilnehmer 1936[8]
- William Karlsen (1910–1986), Schwimmer, Olympiateilnehmer 1932[9]
- Kristian Henriksen (1911–2004), Fußballnationalspieler[10]
- Arne Arnardo (1912–1995), Artist und Zirkusdirektor[11]
- Robert Normann (1916–1998), Jazzmusiker
- Bjørn Spydevold (1918–2002), Fußballspieler, Olympiateilnehmer 1952[12]
- Arnold Haukeland (1920–1983), Bildhauer
- Nils Ole Oftebro (* 1944), Schauspieler und Synchronsprecher
- Rolf Pettersen (1946–1981), Skilangläufer, Olympiateilnehmer 1968[13]
- Svein Thøgersen (* 1946), Ruderer, Olympiateilnehmer 1972[14]
- Kai Eide (* 1949), UN-Diplomat

### Ab 1950

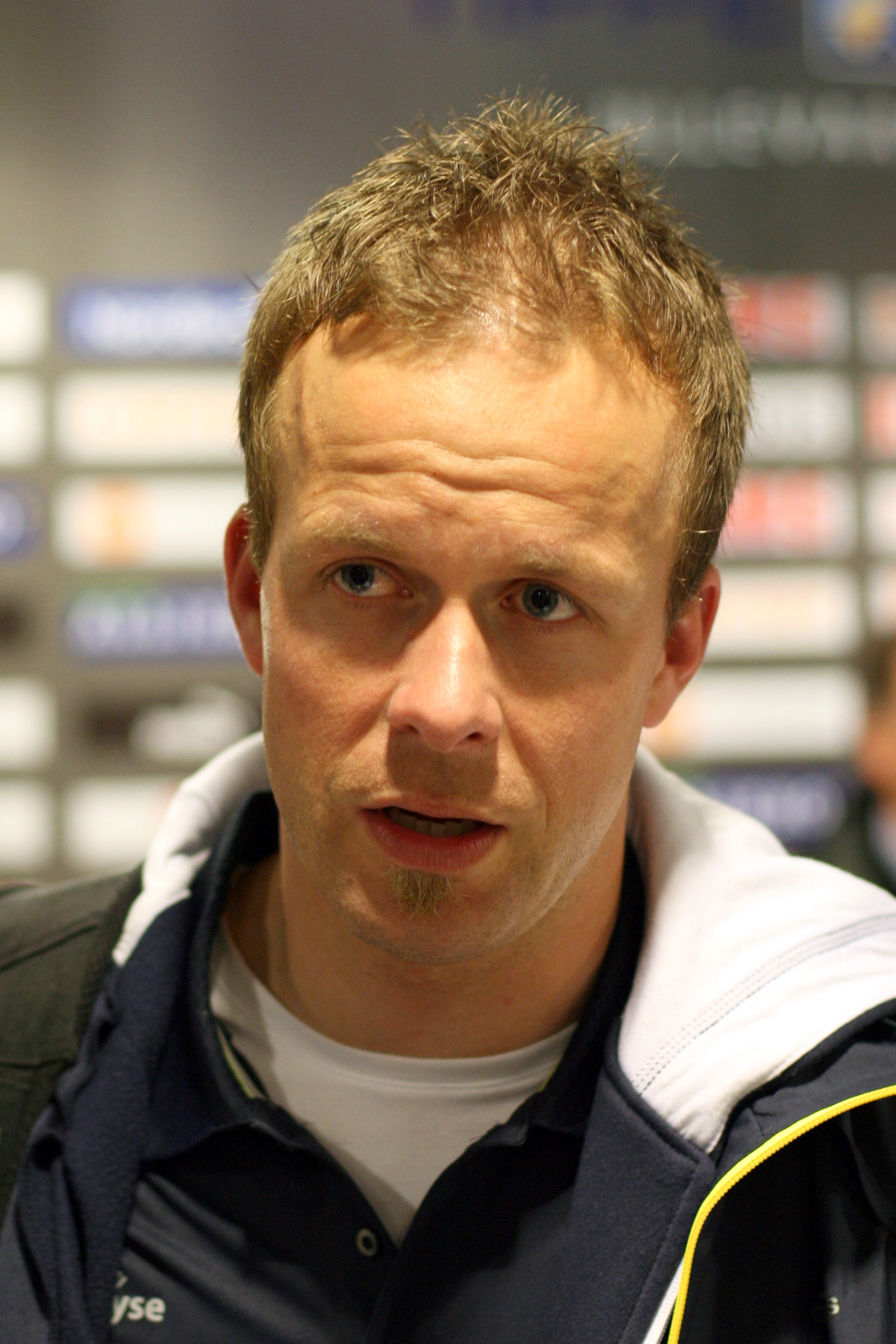
Thomas Myhre

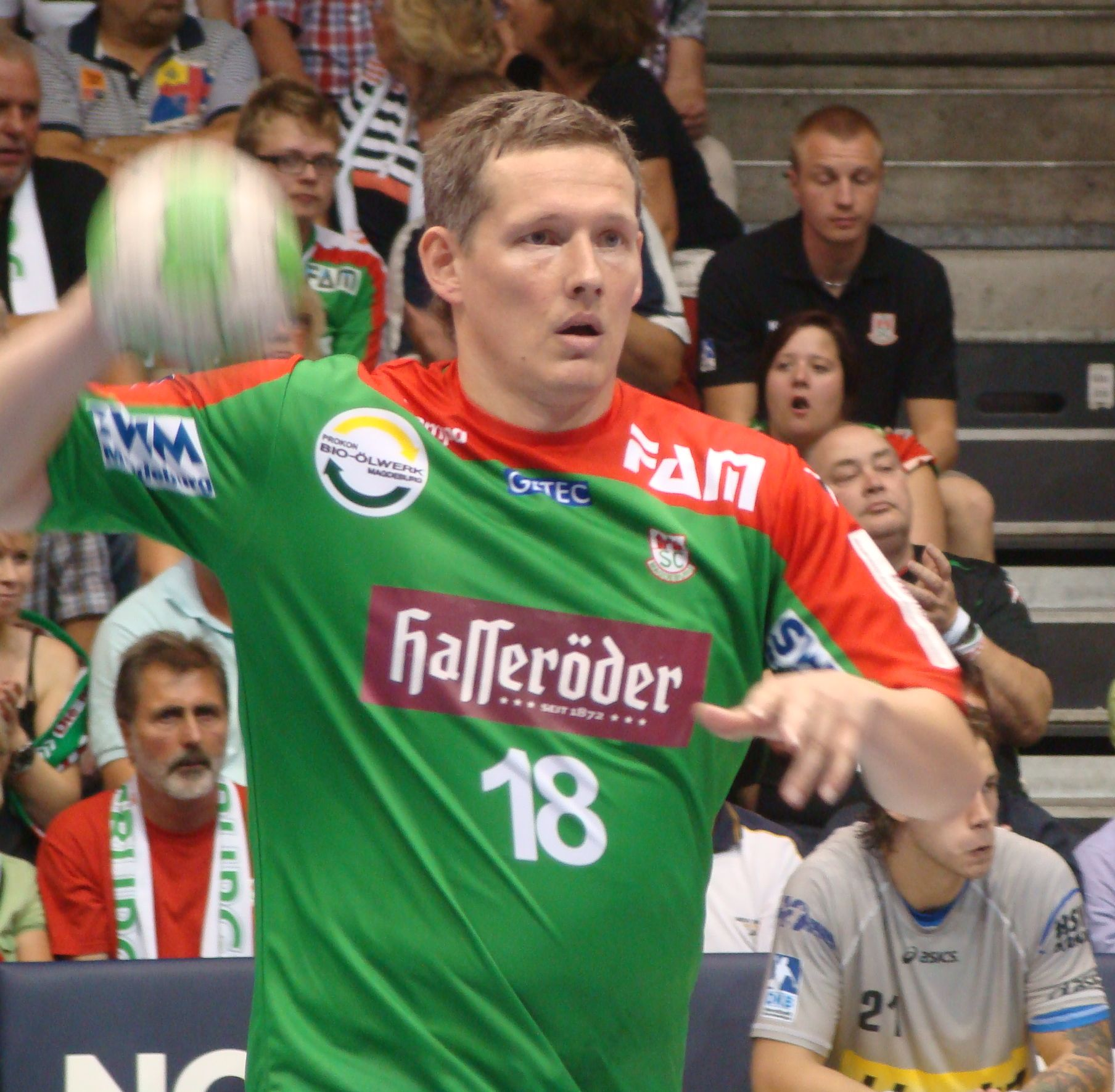
Stian Tønnesen

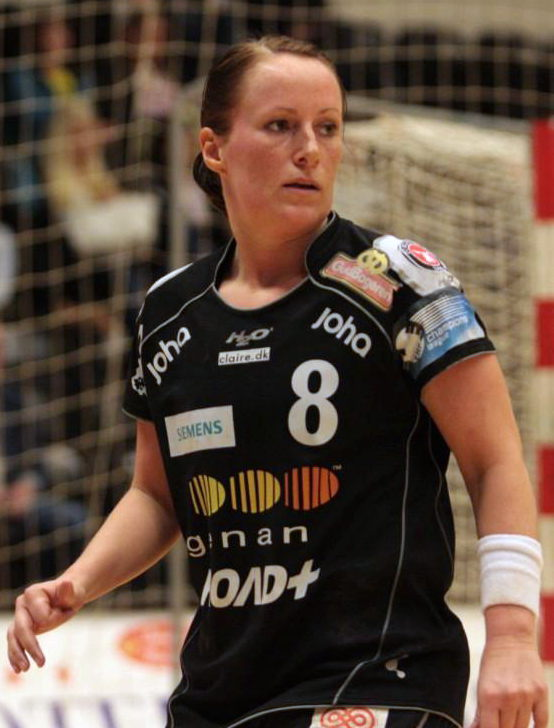
Ranghild Aamodt

- Ingjerd Schou (* 1955), konservative Politikerin
- Norunn Tveiten Benestad (* 1956), Politikerin
- Sissel Grottenberg (* 1956), Marathonläuferin, Olympiateilnehmerin 1988[15]
- Morten Andreas Meyer (* 1959), konservativer Politiker
- Grete Pedersen (* 1960), Dirigentin, Hochschullehrerin und ehemalige Fußballnationalspielerin
- Tommy Skaarberg (* 1960), Eishockeyspieler, Olympiateilnehmer 1996[16]
- Atle Norstad (* 1961), Bobsportler, Olympiateilnehmer 1992[17]
- Bjørn Waag (* 1961), Sänger
- Heidi Støre (* 1963), Fußballspielerin, Olympiateilnehmer 1988[18]
- Lisbeth Bakken (* 1967), Fußballspielerin
- Lindy Hansen (* 1969), Sportschützin, Olympiateilnehmerin 1992, 1996 und 2000[19]
- Jarl Inge Melberg (* 1970), Schwimmer, Olympiateilnehmer 1992[20]
- Line Henriette Holten (* 1971), Politikerin
- Anne Lindboe (* 1971), Politikerin
- Ulf Leirstein (* 1973), Politiker
- Thomas Myhre (* 1973), Fußballspieler
- Ann Christin Elverum (* 1974), Schauspielerin, Sängerin, Tänzerin und Musicaldarstellerin
- Jan Thomas Lauritzen (* 1974), Handballspieler
- Stian Tønnesen (* 1974), Handballspieler
- Erik Varden (* 1974), römisch-katholischer Ordensgeistlicher, Prälat von Trondheim
- Jens Arne Svartedal  (* 1976), Skilangläufer, Weltmeister 2007
- Per-Åge Skrøder (* 1978), Eishockeyspieler
- Ragnhild Aamodt (* 1980), Handballspielerin
- Jonas Andersen (* 1981), Eishockeyspieler
- Ida Bjørndalen (* 1983), Handballspielerin
- Frida Orupabo (* 1986), Künstlerin
- Jonas Holøs (* 1987), Eishockeyspieler
- Alexandra Engen (* 1988), Radsportlerin[21]
- Tommy Kristiansen (* 1989), Eishockeyspieler
- Thea Øby-Olsen (* 1995), Handballspielerin

## Personen mit Bezug zu Sarpsborg
- Carl Berner (1841–1918), Politiker, von 1903 bis 1909 Stortings-Delegierter für Sarpsborg
- Svend Martinsen (1900–1968), Ringer, lebte und trainierte in Sarpsborg
- Hjalmar Andresen (1914–1982), Fußballnationalspieler[22], spielte in Sarpsborg
- Villy Andersen (1925–2013), Fußballnationalspieler[22], spielte in Sarpsborg
- Bård Mikkelsen (* 1948), Unternehmer, wuchs in Sarpsborg auf
- Peter Mokrosiński (* 1953), Kameramann, Filmregisseur und Drehbuchautor, lebte mit seiner Familie in Sarpsborg
- Stephan Groth (* 1971), Sänger, lebte ab 1986 in Sarpsborg
- Matthew Yeats (* 1979), Eishockeyspieler, spielte von 2007 bis 2008 in Sarpsborg
- Martin Røymark (* 1986), Eishockeyspieler, spielte von 2005 bis 2009 in Sarpsborg
- Joackim Jørgensen (* 1988), Fußballspieler, lebte und trainierte ab seinem 14. Lebensjahr in Sarpsborg und spielte von 2007 bis 2011 bei Sparta Sarpsborg und Sarpsborg 08 FF